# Mestna avtobusna linija št. 28 (Ljubljana)
Mestna avtobusna linija številka 28 ČRNUČE–GAMELJNE je ena izmed 33 avtobusnih linij javnega mestnega prometa v Ljubljani, ki poteka ob vznožju Rašice. Z linije 28 je možno prestopati na linije 6 (Črnuče), 8, 8B (Gameljne) in 21D (Domžale).

## Zgodovina
Linijo so uvedli 1. oktobra 2024, ko so linijo 21D skrajšali iz Gameljn do Ježice. 

## Trasa
- smer: GAMELJNE–ČRNUČE: Srednje Gameljne - Spodnje Gameljne - Gameljska cesta - Dunajska cesta - Cesta Ceneta Štuparja - Dunajska cesta
- smer: ČRNUČE–GAMELJNE: Dunajska cesta - Cesta Ceneta Štuparja - Dunajska cesta - Gameljska cesta - Spodnje Gameljne - Srednje Gameljne

## Režim obratovanja
Linija obratuje samo ob delavnikih, tj. od ponedeljka do petka med 5.35 in 21.33. Redni odhodi avtobusov so v času jutranje in popoldanske konice v času veljavnosti zimskih voznih redov do 16.22, po tem se izvaja prevoz na klic, ki ga je treba najaviti vsaj 120 minut želenim pred odhodom.